# Epipsilia fasciata
Epipsilia fasciata là một loài bướm đêm trong họ Noctuidae.